# Kari Swenson
Pour les articles homonymes, voir Swenson.
Kari Swenson est une biathlète américaine, née en 1961.

## Biographie
Kari Swenson fait partie des participantes au prenier championnat du monde féminin en 1984 à Chamonix, où elle décroche la médaille de bronze du relais avec Holly Beatie et Julie Newman et se retrouve cinquième de l'individuel, son meilleur résultat personnel sur la scène internationale.
Elle court aussi les Championnats du monde 1985 et 1986.

## Palmarès

### Championnats du monde
| Épreuve    | 1984 à Chamonix | 1985 à Egg am Etzl | 1986 à Falun |
| ---------- | --------------- | ------------------ | ------------ |
| Individuel | 5e              | 27e                | 22e          |
| Sprint     | 13e             | 26e                | 25e          |
| Relais     | Bronze          | -                  | 7e           |